# 吴亦凡强奸、聚众淫乱案
吴亦凡强奸、聚众淫乱案，指加拿大籍華裔藝人吳亦凡在中國大陸捲入的多宗强姦指控。2021年7月31日，吴亦凡被刑事拘留，8月16日被北京市朝阳区人民检察院以涉嫌强奸罪批准逮捕。2022年6月10日，該案在北京市朝陽區人民法院一審開庭，11月25日判决强奸罪、聚众淫乱罪两项控罪成立，数罪并罚判处有期徒刑十三年，附加驱逐出境。吴亦凡方当庭上诉，2023年11月24日二审宣判维持原判。本案在華人社會引起熱議。

## 當事人
- 吳亦凡：華裔加拿大人，1990年生，韓國男子團體EXO前成員，已於2014年退出該團體。
- 吴雨（原名吴秀芹）：華裔加拿大人，吴亦凡母亲，北京凡世文化传媒有限公司监事。
- 都美竹：中华人民共和国公民，2002年生，中国传媒大学高等职业技术学院2020级影视编导专业学生。[9]
- 其他两名女性，包含一位艺人。[10]

## 過程

### 都美竹爆料
2021年5月28日，吳亦凡被曝在電影院包場和網紅「小怡同學」（陈紫怡，浙江艺术职业学院学生）約會，電影院監視器畫面被曝後兩人關係掀熱議，「吳亦凡工作室」譴責電影院侵害藝人隱私，並指吳亦凡是與一群朋友陸續抵達電影院，但畫面是為求關注且遭人剪輯過的。
2021年6月2日，微博用户「劉美麗同學」發文並附上與事件女主角「都美竹」的聊天記錄，指出希望「讓廣大的網友粉絲，能認清吳亦凡先生的渣男行為」。文章揭露吳亦凡與都美竹于2020年12月開始交往，但到了2021年4月吳亦凡卻消失，不久後她就發現吳亦凡正與「小怡同學」交往，导致都美竹心情压抑了许久，甚至没心情上学。在网曝聊天记录中，吴亦凡还向都美竹发送了自己的半脸自拍。
2021年7月8日，都美竹在新浪微博发文称吳亦凡有一個專門添加未成年女性的微信帳號（现已刪除），以「MV選女主角」、「工作室簽約新人」的藉口把這些女生叫去玩酒桌遊戲、灌酒，乘醉誘姦性侵多名女性，再對她們說「我會對你負責」等甜言蜜語，其中還有2名未成年女生，包括自己在內共有8名受害人。面對都美竹的指控，吳亦凡工作室随后出聲明否認，並警告女方立即刪除涉嫌侵權內容，又指律師已完成取證，將提出訴訟及報案，但都美竹随即回应表示自己不怕被起诉，雙方在網絡上各執一詞。同日都美竹在新浪微博表示自己受到網络暴力和死亡威脅。
2021年7月16日，都美竹在微博发文指出有越來越多同樣經歷的女生向她求助，並指出「我們現在已經不想要賠償了，所以想要賠償別來找我們了，我們只想要公道。」又說自己身心受創，到現在都在接受電擊治療。
2021年7月17日，都美竹在微博發文称自己手上有可靠证据，但隨著越来越多的受害女性聯繫她，她發現被吳亦凡玩弄的女性年龄逐渐变小：「你的選拔要求都是00後和在高考中的未成年女孩…把女孩們叫去玩酒桌遊戲、灌酒…隨着從迷姦到輪姦，隨着單人到多人，我們已經憤怒了。」
2021年7月18日，都美竹接受網易娛樂採訪称，吳亦凡的經紀人邀她到吳亦凡家中，暗示他可以幫助她的演藝事業。在第一次發生關係前都美竹想離開，但吳亦凡經紀人威脅稱如果對方玩得不盡興，都美竹的演藝生涯將被全網封殺。都美竹被拉回酒桌灌酒，直至被灌到不省人事，醒來時發現自己在吳亦凡的床上。同日晚間，都美竹发文指自己被与吳亦凡方相关的人騷擾。
2021年7月18日，都美竹发文称吳亦凡在床上時说「我的很大，你忍一下」，并称其为尋求女方的認同問「我的大不大，前女友都說很大」。都美竹建議他改名吳籤，因為實際感受就像想用手指挖鼻孔卻拿了牙籤。
2021年7月18日，都美竹对吴亦凡下最後通牒，表示就目前掌握的資料能讓吳亦凡坐牢10年。最後，都美竹要求吳亦凡24小時內召開新聞發布會，並手寫道歉信宣布退出娛樂圈，否則讓他身敗名裂，都美竹稱：「否則，我即使不暴露那些女孩，我也能讓你身敗名裂。好了，趕緊準備吧。吳先生，這次，是決戰。」
之后都美竹剖析了自己的處境：「我清楚地知道，我的人生肯定已經毀了，雖然我只和吳一人發生過性關係，但大眾早已經認為我是爛褲襠，我將來我的老公，我的婆婆只要吵架肯定動不動就要拿這個說事，沒準我的孩子在幼兒園還會被叫做公交車的孩子。我的人生是毀了，但是我不能毀了她們的。因為，我，是個人。」

### 吴亦凡与都美竹協商失敗
2021年7月16日，都美竹于微博发文，以螢幕錄影的方式公開與疑似吳亦凡經紀公司的對話紀錄，對方道歉後要求協商，並提出以金錢補償，證明對方打算以賠錢的方式讓她噤聲。都美竹要求800萬人民幣被拒，雙方最後協商200萬人民幣，而在節錄的影片中可以看到，都美竹一度打算收下賠償金，但對方要求都美竹刪除發文，並表示先前的爆料沒有經過證實。都美竹則是要求吳亦凡方公開發文道歉，對方拒絕並表示已經請了律師，「有把握告贏妳，如果我們談妥，解決問題呢，也是不想弄得太複雜，可以讓團隊終止法律動作。」
2021年7月16日，都美竹在微博稱，自己在訊息中向對方開價800萬人民幣，這是算上她一共8個受害者大家一起商量的結果，並非她一人獨吞，最後雙方協議經紀公司支付都美竹100萬人民幣的賠償金，還有另外的100萬人民幣將給其他沒有曝光的受害者。
2021年7月17日，因對方不同意都美竹要求加至800萬人民幣的封口費，最後雙方答應以200萬人民幣「成交」；惟吳亦凡方要求都美竹公開其他7位受害者的身份訊息，都美竹認為對方沒有誠意解決，最終談判破裂。而原先經紀公司已經先付的50萬人民幣她也將退回。此外都美竹也曬出對方匯錢到自己帳戶的轉帳紀錄，除了「Wu Yi Fan」，帳戶名「Wu Stacey Yu」也被網友指是吳亦凡的母親。
2021年7月18日晚，都美竹于微博发文证明自己退回50萬人民幣的證據。
2021年7月22日，在警方通報后，都美竹稱自己并未詐騙，是吳亦凡方未經本人同意下轉錢給自己，會把錢給警方。

### 吳亦凡回應
2021年7月19日，吳亦凡发布微博回應：
之前沒有回應是因為不想干擾司法程序的推進，但沒想到我的沉默卻縱容了造謠者的變本加厲，我已忍無可忍！本人只在2020年12月5日的朋友聚會中見過都女士一次，沒有灌酒、沒有收手機、更沒有她描述的各種“細節”，當天聚會人很多，都會作證！我很抱歉打擾到大家。我申明，從來沒有過什麼“選妃”！沒有“誘姦”“迷姦”！沒有什麼“未成年”！如果有這類行為，請大家放心，我會自己進監獄！！我對自己上述的所有話負法律責任！
2021年7月19日，吳亦凡工作室發佈聲明，聲明中指吳亦凡方已經報警，警方也已經立案偵查，並稱都美竹發佈的多個長文和相關採訪說的都是假話，同時，工作室回應稱吳亦凡工作室從未註冊過微信賬號，稱都美竹所發佈的聊天記錄均為造假「拒絕一切誹謗言論及散布有害網絡信息的行為，請勿利用敏感的輿論風向惡意煽動公眾情緒！我方已啓動法律追責程序並完成報案工作，相信法律的公正，必會還原事實真相！」並截圖都美竹的微博發文截圖，並在上面打出各種「假」，18分鐘後又發表了律師聲明。
2021年7月19日晚，吳亦凡工作室發布針對近日輿情事件的十點澄清，包含只和都美竹在2020年12月見過一次面、她所發佈的聊天截圖是假的，因為工作室未曾註冊過微信號、而吳亦凡的母親因為不堪承受才透過吳亦凡的帳戶與自己的帳戶一共向都美竹轉了50萬等。
2021年7月20日，吳亦凡工作室列舉7月10號到17號的時間線，回應與都美竹轉賬問題的爭議，吴亦凡方称：1.都美竹發了八封郵件威脅吳亦凡給她轉款。2.都美竹不是個人而是團伙策劃本次事件。3.都美竹偽造了聊天及轉帳記錄，並將錢轉給了第三方。4.都美竹謊稱已將款項退還工作室。

### 吳亦凡母親報警
2021年7月14日，吳亦凡母親吴雨報警稱兒子被勒索。

7月22日，北京市公安局朝阳分局通報：
近日，针对都某竹通过网络反映受到侵害和吴某凡一方报警称被敲诈勒索的情况，公安机关介入调查后，通过讯问嫌疑人、询问当事人、走访证人、调取书证、固定提取电子证据等工作，初步查明了有关事实。现就调查情况通报如下：
一、关于吴某凡与都某竹交往情况
2020年12月5日22时许，冯某（女，28岁，时任吴某凡执行经纪人）以挑选MV女主角面试为由，约都某竹（女，18岁）到吴某凡（男，30岁）家中参加聚会，10余人共同玩桌游并饮酒，次日凌晨至7时许，其他聚会人员陆续离开，都某竹酒后在吴某凡家中留宿，两人发生性关系。当日下午，都某竹在吴某凡家中用餐后自行离开，期间两人互相添加微信。12月8日，吴某凡给都某竹转账3.2万元用于网络购物。此后至2021年4月期间，两人保持微信联系。
二、关于都某竹等人发布网络信息情况
2021年6月，都某竹与好友刘某文（女，19岁）商议，在网上公开与吴某凡交往过程以提升网络知名度，遂由刘某文于6月2日以“刘美丽同学_”微博账号发布都某竹被吴某凡“冷暴力”的博文，7月8日至7月11日，都某竹跟进发布3篇博文。7月13日，网络写手徐某（男，31岁）为牟取利益，主动联系都某竹，经商议后，共同策划并由徐某撰写“决战”等10余篇微博文案，7月16日起由都某竹通过微博账号陆续发布。
三、关于犯罪嫌疑人刘某迢涉嫌诈骗犯罪的情况
2021年7月14日，朝阳警方接到吴某凡母亲吴某报警，称遭到都某竹敲诈勒索。当日警方依法进行了受理和调查，工作中锁定犯罪嫌疑人刘某迢（男，23岁），并于2021年7月18日在江苏省南通市将该人抓获。
经查，2021年6月，犯罪嫌疑人刘某迢看到都某竹和吴某凡的网络炒作信息后，遂产生冒充相关关系人对涉事双方进行诈骗的想法。期间，刘某迢虚构女性身份，以曾被吴某凡欺骗感情欲共同维权的名义骗取都某竹的信任，使用昵称为“DDX”微信号与都某竹联系，获取都某竹与吴某凡部分交往情况信息。7月10日，刘某迢利用获取的信息冒用都某竹名义与吴某凡律师联系，以双方达成和解为名索要300万元赔偿，并将自己和都某竹的银行账户一并发给吴某凡律师。同时，刘某迢使用“北京凡世文化传媒”微信号，自称系吴某凡律师，与都某竹协商达成300万元的和解赔偿，但双方未签署和解协议。
7月11日，吴某凡母亲分两次向都某竹账户转账50万元。此后，未得到钱款的刘某迢继续冒充都某竹，向吴某凡律师索要剩余250万元未遂。后又冒充吴某凡律师要求都某竹签署和解协议，否则索回50万元。都某竹同意退款后，刘某迢冒充吴某凡律师将本人的支付宝账号提供给都某竹，都某竹陆续向该账号转账18万元。
刘某迢被抓获后，对其诈骗犯罪事实供认不讳。目前，该人已被朝阳公安分局依法刑事拘留。

针对网民举报的“吴某凡多次诱骗年轻女性发生性关系”及近期网络互曝的有关行为，警方仍在调查中，将根据调查结果依法处理。

### 吳亦凡被捕
2021年7月31日，北京市公安局朝阳分局宣佈吴亦凡因涉嫌强奸罪被警方刑事拘留。
2021年8月16日，吴亦凡被北京市朝阳区人民检察院以涉嫌强奸罪批准逮捕。

### 法庭审理
2022年6月10日，北京市朝阳区人民法院开庭审理了吴亦凡强奸、聚众淫乱一案。案件因涉及被害人隐私，采取不公开开庭审理方式。
2022年11月25日上午，北京市朝阳区人民法院一审公开宣判被告人吴亦凡强奸、聚众淫乱案，对被告人吴亦凡以强奸罪判处有期徒刑十一年六个月，附加驱逐出境；以聚众淫乱罪判处有期徒刑一年十个月，数罪并罚，决定执行有期徒刑十三年，附加驱逐出境，刑期至2034年7月30日止。法院表示经审理查明，吴亦凡于2020年11月至12月间，在其住所先后趁三名女性醉酒后不知反抗或不能反抗之机，强行与之发生性关系；2018年7月1日，吴亦凡在其住所，伙同他人组织另外两名女性酒后进行淫乱活动。朝阳区人民法院认为，吴亦凡的行为已构成强奸罪、聚众淫乱罪，应依法并罚。根据吴亦凡犯罪的事实、犯罪的性质、情节和危害后果，法庭遂作出上述判决。加拿大驻华大使馆官员旁听了宣判。
吴亦凡方也在一审宣判后对所有控罪当庭提出了上诉，二审于2023年7月25日开庭，並將擇期宣判。由于涉及被害人隐私，案件采取不公开开庭审理的方式。加拿大政府表示，加拿大外交官被拒绝旁听吳亦凡的上诉审判。
2023年11月24日，北京市第三中级人民法院依法对吴亦凡强奸、聚众淫乱上诉一案公开宣判，裁定驳回上诉，维持原判。

### 都美竹写手及闺蜜發文
吴亦凡二审宣判前夕，曾是都美竹写手的徐驰和都美竹闺蜜的李恩接连发文反击都美竹。
徐驰在文中称，当初关于吴亦凡的“酒桌选妃”，「8名未成年受害」，以及与都美竹的床事细节，都是自己应都美竹要求捏造的。他表示自己一手打造出女英雄，但对方却做出不英雄的事，直到被警察告知，他才知道自己深受都美竹欺骗。「我这两年来悔恨不已，我竭力全力的去挽回，去弥补。」除了跟吴妈妈道歉，他还加入了吴亦凡团队帮忙搜证，并表示：「她（都美竹）不管事实多么前后冲突，她就是死咬着强奸不放，她必须要他死，他不死，她就得欺诈进去10年。」
此前多次反驳都美竹的李恩也发文，稱都美竹當初為對吳亦凡敲詐800萬人民幣，卻在敲詐失敗後擔心自己反遭起訴，因此扭曲兩人關係、捏造性侵事件。李恩強調，「我一直都相信善有善報，惡有惡報，如果有機會的話，我希望她得到該有的結果」。
两人随后被微博禁言且无法搜索，都美竹发布禁言截图并配文回应：“希望造谣者账号永封。”

### 吴亦凡母亲发文
吴亦凡二审宣判后，吴亦凡母亲吴雨首次公开回应。她在认证为天津凡世文化传媒有限公司的官方微博发文质疑审讯不公，控诉警方逼供，披露了吴亦凡与一些受害人的情况，并称将继续申诉。文章随后被删除。
吴雨称，案件中三个“受害人”，包括都美竹，都是超过20岁的成年人，“均没有报警行为，没有任何物证，只有口供。三名女性均在发生性行为后，有向他人炫耀的行为，并且均与吴亦凡在后续有良好的联系；其中，还有一名女性和我儿子谈了两个月恋爱，我儿子为她包了一座岛共处一个星期，因为我不同意女性的艺人身份所以分手”。
吴雨称这三位女性跟吴亦凡经纪人接受调查时，“均有严重的被逼供、诱供现象”，“其中一位受害人被提审五次，每次长达十几个小时，拍桌子、辱骂、怒吼，女孩说不告，觉得是成年人之间的你情我愿、觉得没有被伤害，在所有招数尽用的情况下，女孩哭哭啼啼地改口被强奸”。
吴雨称曾与吴亦凡恋爱的女生在二审前原本愿意出庭作证，“表达自己有一丝清醒并且是自愿的”，周遭众人也证实三人未醉酒，但均未被采纳。
吴雨还提到当初主办吴亦凡案的公职人员已因严重违纪被处理，她由此怀疑吴亦凡案件中也有违纪现象存在。她最后称，「我相信中国法律，即便二审结束，我依然会为儿子申诉」。

## 影響

### 同業抵制
2021年7月20日，中国电视剧制作产业协会發出《关于做好劣迹艺人风险控制的通知》，指出“连年来，极少数演员私德不修，德行不端，给行业造成巨大经济损失和负面影响”，为了避免不必要的损失，对青工委委员提出了几点要求：正在与其合作的委员要及時止損，正洽談合作要馬上暫停接觸；嚴格執行廣電局要求，不為失德藝人有冒頭的機會，對劣跡藝人零容忍；在聘用演员前要作好背景调查以及增强风险意识。
2021年11月23日，中国演出行业协会网络表演（直播）分会发布第九批网络主播警示名单，包括吴亦凡、郑爽、张哲瀚三名演员在内的88名主播将在行业内被实行联合抵制和惩戒。

### 網絡封殺
2021年8月1日晚，吴亦凡本人及其工作室微博疑似因违规被屏蔽，上述两个账号均显示“因被投诉违反法律法规和《微博社区公约》的相关规定，现已无法查看”。豆瓣的吴亦凡信息页已不存在，变成1337000；百度吴亦凡贴吧及李嘉恒吧、kris吧被关闭，吴亦凡的抖音账号也被封禁。今日头条、百度百家号、爱奇艺泡泡圈、腾讯视频、央视影音等平台的相关账号、页面、内容也已被封禁或下架。
吴亦凡被刑事拘留后，有粉丝到北京市公安局朝阳分局向值班警察询问吴亦凡的情况。一些网站出现多个“吴亦凡救援群”，稱想以劫狱的形式解救吴亦凡，网络上更出现了有過百名吳亦凡的粉絲包圍北京市朝陽區派出所支持吴亦凡的视频片段。截止8月1日晚，与此次事件有关的包括吴亦凡超话和李嘉恒超话在内的108个超话、789个群组和990个微博账号也因违反规定被解散、封禁或禁言。

### 解約
2021年7月18日，化妆品牌韩束在其官方微博声明已向吴亦凡方发出《解约告知函》，终止一切品牌合作关系；中央广播电视总台云听客户端也已终止与吴亦凡的一切合作，其不再担任云听“声音推荐官”。
2021年7月19日，品牌方華帝、康師傅、得寶、《王者荣耀》游戏、立白、腾讯视频、保时捷、樂堡啤酒在各自的官方微博宣布與吴亦凡終止合作關係。但國際品牌路易威登並沒有直接與其解約，只是發文表示高度重視此次針對吳亦凡先生的指控，並已暫停與吳亦凡先生之合作關係，直至司法調查結果公佈。路易威登的微博也沒有刪除與吳亦凡有關的宣傳微博。
2021年7月20日，品牌方寶格麗、歐萊雅在各自的官方微博宣布與吴亦凡終止合作關係。同日，育碧遊戲在其《舞力全開2020》国行游戏本体和舞力无限曲库中下架吴亦凡的《大碗宽面》及相关版本。
2021年7月23日早上，在北京警方通報吳亦凡事件後，此前只宣布暫停合作的路易威登也宣布終止與吳亦凡合作關係。

### 賠償
2021年11月22日，华帝索赔吴亦凡案开庭，华帝起诉其3家关联公司內蒙古凡世影視傳媒有限公司、內蒙古潮廷文化傳媒有限責任公司和北京凡世文化傳媒有限公司，并申请对其价值1775万元的财产采取保全措施，避免财产转移，被中山市第二人民法院予以准许。。
2023年2月，中山市第二人民法院裁定吳亦凡3家關聯公司向華帝公司返還人民幣1750萬元及利息，然而吴亦凡方未按時履行，至10月底3家公司被限制消費，11月14日凡世文化和凡世影視2家公司再列為失信被執行人。
2024年7月，疑似汽车中介的网民在小红书称吴亦凡母亲吴雨有意转卖儿子的巴博斯G800换现金，开价600万人民币。

### 未播作品延期
吳亦凡與楊紫合作出演的古裝電視劇《青簪行》受到事件影响无法播出，先後由林更新、彭冠英補拍。

### 作品下架
2021年8月1日晚，QQ音乐和网易云音乐分别下架所有吴亦凡的音乐作品。2021年8月2日，酷狗音乐、咪咕音乐、Apple Music（中国区）等平台亦已下架所有吴亦凡的音乐作品。2021年8月4日，吴亦凡原来所在的EXO组合参加录制的于2012年6月、2012年7月、2013年7月和2014年7月（吴亦凡未参加此期录制）所播出的四期《快乐大本营》全部被下架。
2021年8月16日，吴亦凡被北京市朝阳区人民检察院批准逮捕后，优酷、爱奇艺、腾讯视频、芒果TV、B站等平台分别下架了包括《有一个地方只有我们知道》《夏有乔木雅望天堂》《致青春·原來你還在這裡》《七十二層奇樓》《潮流合伙人第一季》《中国新说唱》《中国有嘻哈》《向往的生活》第三季第7期和第8期、《王牌对王牌》第一季第1期在内的近7000集吴亦凡参加的综艺节目。与此同时有近190万条和吴亦凡相关的短视频被下架，其中b站直接将吴亦凡列为敏感词，除有关吴亦凡被拘捕的官方新闻外，凡是视频标题、tag中带有“吴亦凡”三个字的均不予审核通过，以前发布的带有敏感词的视频均做下架处理。

### 其他女性爆料
2021年7月20日晚，SNH48暂休成员张丹三稱也險些被誘騙。
2021年7月23日，名叫“暴躁小當ris”的網友稱自己也險些被性侵，並已去警局做完筆錄。稱當時受吳亦凡工作人員邀請參與吳亦凡的酒局，到場後沒收手機，現場約有20女4男。还称酒局結束前吳亦凡對現場女生說會叫名为“雞肉”的友人給聯絡方式，而「雞肉」要脅她陪睡不然不給聯絡方式，她不同意，但差點被强行帶走。

### 波及其他名人
在吴亦凡被刑事拘留后，网络上开始流传吴亦凡供出多位娱乐圈艺人，并提及“产业链”、“同伙”等内容，号称有“400个G的视频资料”，受到波及明星包括潘玮柏、林俊杰、包贝尔、井柏然、范冰冰和何炅，其中潘玮柏和林俊杰在微博上发布律师函作为回应，而包贝尔、井柏然、范冰冰和何炅则选择报警。同時，因在五年前的2016年黄恺嘉（网名“小G娜”）曝光吴亦凡私生活后发文声援吴亦凡，新加坡籍作家六六和辯手马薇薇二人微博被封禁，前《时尚芭莎》总编辑苏芒則被禁言（后解除）。其他藝人李雪琴、沈梦辰、管虎、徐静蕾、冯小刚、张国立、司雯嘉等也因过去赞美或幫助過吳亦凡惹來争议。

### 疑似在美国强奸未成年少女
2021年8月6日，美国南加州橙县华人律师王婧称吴亦凡曾在美国洛杉矶“选妃”并强奸未成年女粉丝，受害人现已成年且欲提告。此案后无下文。

## 各界評論
中國大陸方面政府多數譴責此事，官媒表示要整頓崇拜文化，不能因為外國人和頂級明星等特權身份而有所退讓。
- 微博网友受都美竹的“吴籤”启发，为吴亦凡起了更多外号，如「5000」[註 2]、「籤籤君子」[註 3]、「吴痛针灸」[註 4]、「見亦思籤」[註 5]，并制作相关的表情包[17]。
- 2021年7月20日，央视网发表网评“艺人不仅是一种职业更是巨大责任”，指吳亦凡事件已不是娛樂八卦，而是影響重大的法律案件和公共事件，需要相關部門全面調查，又指近年有藝人私德有虧，包括嫖娼、酒駕、打人、吸毒，社會影響惡劣，有必要進行針對性制度約束。同时转述中国演出行业協会的微博发文指出“无论法律制裁，还是自律惩戒，都需要依据事实，不能仅凭网络‘爆料’”[84][85]。
- 2021年7月31日，《人民日报》微博评论，称吴亦凡取得的外国国籍不是护身符，名气再大也没有豁免权，谁触犯法律谁就要受到法律制裁[86]。
- 2021年8月2日，新华社发表文章，称吴亦凡事件除了其本人，与饭圈文化的纵容脱不开干系；称许多粉丝将刑事案件饭圈化，颠倒黑白、无视法律；称劣迹艺人塌房事件中网络舆论很容易变成饭圈“斗争”，其报复手段将社会道德底线不断拉低；还称青少年可能受到该种事件中不良风气的影响，挑战社会公序良俗。其认为，政府应当对饭圈文化保持警惕，整治饭圈生态，不能放任这些行为践踏社会公序良俗和法律底线；同时还应当加强对劣迹艺人的惩治。[87]
- 2021年8月2日，中国电影家协会、中国音乐家协会、中国电视艺术家协会分别就吴亦凡事件发表声明。中国影协指出，吴亦凡行为严重破坏行业风气，引发恶劣的社会影响，并呼吁广大电影工作者自觉守规矩立德行，坚守艺术初心，遵守法律法规。中国音协以“从艺首在立德”发文，文中称，吴亦凡涉嫌违法失德行为影响恶劣、发人深省。中国视协发文强调“法律、道德，皆是红线”[88]。中国演出行业协会称，吴亦凡案暴露出的诸多问题，不仅对全社会有教育和警示意义，更给整个演艺行业敲响警钟。对于这类直接败坏社会风气、拉低道德和良知底线的行为，演艺行业必坚决抵制，违法失德艺人也将进入行业“黑名单”，根据相关自律办法严厉惩戒[89]。
- 人教版小学英语教材多次出现一位戴眼镜的小男孩，名叫“Wu Yifan”。由于读音相似，不少人认为该人物代指艺人吴亦凡，尤其是与加拿大灵通教育有限公司（Lingo Learn Corporation）合作编写而成，并且吴亦凡拥有加拿大国籍，很容易让人产生联想。人民教育出版社微博发文对此否认，声明表示教材中使用的汉语拼音名字“Wu Yifan”是“吴一凡”，在2001年教材第一版审定开始沿用至今，与近些年才出现在公众视野的某涉案艺人无任何关联。考虑到两者发音相近，出版社将对任课教师和学生做好说明引导，避免学习中产生误解。[90]但在2022年春季学期，该人物改名为“Wu Binbin”[91]。
- 因吴亦凡一审宣判发生在引发“白纸运动”的乌鲁木齐火灾后一天，部分网民和媒体质疑中国当局利用吴亦凡事件，以达到转移国内人民注意、引导舆情的目的。[92]

### 专题报道
百度跟进——回顾吴亦凡案时间线 （页面存档备份，存于）